# Sulsula pauper
Sulsula pauper là một loài nhện trong họ Oonopidae.
Loài này thuộc chi Sulsula. Sulsula pauper được Octavius Pickard-Cambridge miêu tả năm 1876.